# 淮安市第三人民医院
淮安市第三人民医院，是中国江苏省的一所医院，为二级医院，位于淮安市淮海西路272号。

## 规模
淮安市第三人民医院总床位410张，日门诊量300人次。